# کلسی بالرینی
کلسی نیکول بالرینی (انگلیسی: Kelsea Ballerini؛ زادهٔ ۱۲ سپتامبر ۱۹۹۳) یک خواننده، و ترانه‌سرا اهل ایالات متحده آمریکا است. وی از سال ۲۰۱۳ میلادی تاکنون مشغول فعالیت بوده‌است. وی اولین قرارداد خود را با شرکت بلک ریور امضا کرده که در سال ۲۰۱۵ اولین آلبوم رسمی خود را با نام «اولین بار» منتشر کرد. وی همچنین در پنجاه و نهمین مراسم جایزه گرمی کاندید هنرمند جدید سال شده بود

## زندگی
کلسی متولد شهر مسکات در ایالات متحده آمریکا می‌باشد. پدرش برنامه‌نویس بخش ایتالیایی رادیو و مادرش بازاریاب شرکت توماس نلسون می‌باشد.
کلسی بالرینی از کودکی به فراگیری رقص و آواز مشغول بود و اولین آهنگ خود را در سن ۱۲ سالگی برای مادرش نوشت.
از پرطرفدارترین اهنگ‌های این خواننده می‌توان به Peter Pan و First Time و Yeah Boy اشاره کرد.